# 瓦尔朗库尔欧库尔
瓦尔朗库尔欧库尔（法語：Warlencourt-Eaucourt，法語發音：[waʁlɑ̃kuʁ okuʁ]）是法国上法蘭西大區加来海峡省的一个市镇，属于阿拉斯区。

## 地理
瓦尔朗库尔欧库尔（50°4'57"N, 2°47'23"E）面积3.71 平方千米，位于法国上法蘭西大區加来海峡省，该省份为法国北部沿海省份，西北濒北海，南至索姆省，东临北部省。
与瓦尔朗库尔欧库尔接壤的市镇（或旧市镇、城区）包括：格雷维莱、利尼-蒂卢瓦、勒萨尔、皮村。
瓦尔朗库尔欧库尔的时区为UTC+01:00、UTC+02:00（夏令时）。

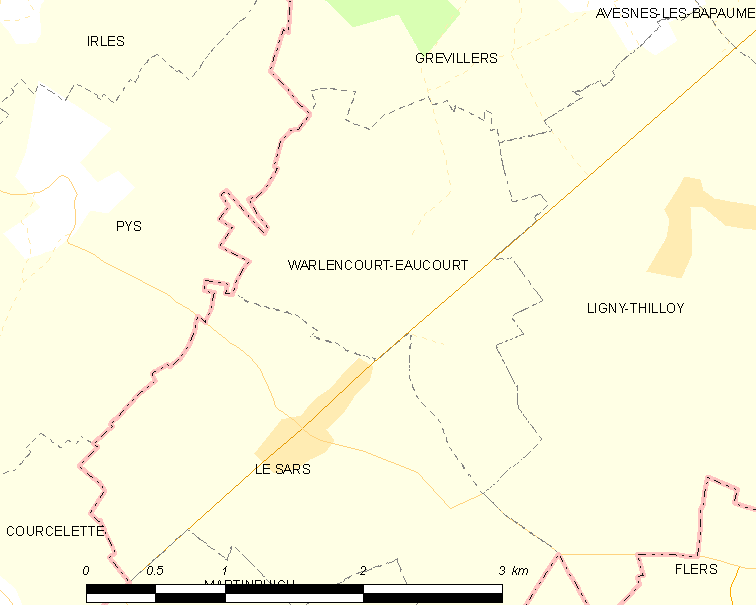
瓦尔朗库尔欧库尔的OSM定位图

## 行政
瓦尔朗库尔欧库尔的邮政编码为62450，INSEE市镇编码为62876。

## 政治
瓦尔朗库尔欧库尔所属的省级选区为巴波姆县。

## 人口

1962-2008年间瓦尔朗库尔欧库尔人口变化图示

瓦尔朗库尔欧库尔于2022年1月1日时的人口数量为133人。